# Sigi Stenford
Sigi Stenford ist ein deutscher Kapellmeister.

## Musikalisches Wirken
Stenford begleitete in den 1950er Jahren einige bekannte Musiker oder Sänger wie Heinz Woezel. Sigi Stenford und seine Solisten oder Orchester Sigi Stenford nannten sich des Öfteren die Zusammenstellungen von Musikern als sein Orchester.

## Diskografie (Auswahl)
- 1952: Bei mir zu Haus / Drunten beim alten Kirchturm (beides mit Gesang von Heinz Woezel und Gretl Pinelli, Philips)
- 1954: Leopold (mit den Starlets, Decca 17 647)
- 1954: Bella Bimba / Auf Jamaica schenken abends die Matrosen (Käpt’n Gin) (mit Sylvia Dahl, Telefunken 45 549)
- 1954: Das alte Försterhaus / Kathrein (beides mit Gesang von dem Rodgers-Gesangs-Duett, Telefunken)
- 1954: Anneliese / Bella Musica (beides mit Gesang von Heinz Woezel, Polydor)
- Geburtstagsständchen / Ich wünsch dir zum Geburtstag alles Gute(beides mit Gesang von Will Höhne)